# Kalangala
Kalangala is de hoofdplaats van het district Kalangala in Centraal-Oeganda.
Kalangala telde in 2002 bij de volkstelling 3063 inwoners.
Kalangala ligt op het eiland Bugala, een van de Ssese-eilanden in het Victoriameer.